# Kyōgen (Album)
Kyōgen ist das Debütalbum der japanischen Sängerin Ado, welches am 26. Januar 2022 über Virgin Music erschien. Am Entstehungsprozess des Werkes waren zahlreiche Vocaloid-Musikproduzenten involviert.
Das Album besteht aus vierzehn Titeln mit einer gesamten Spiellänge von knapp mehr als 52 Minuten. Sieben Lieder wurden vorab als digitale Singleauskopplungen veröffentlicht und in verschiedensten Medien genutzt. Das Album avancierte nach seiner Veröffentlichung zu einem kommerziellen Erfolg und erreichte sowohl in den offiziellen japanischen Albumcharts von Oricon als auch in den Billboard Japan Hot Albums Platz eins.
Innerhalb der ersten Verkaufswoche wurde das Album in Japan über 100.000 mal verkauft.

## Hintergrund
Die Sängerin Ado unterzeichnete im Oktober 2020 im Alter von 17 Jahren einen Plattenvertrag mit Virgin Music. Ihre wenige Tage später veröffentlichte Debütsingle Usseewa erreichte in Japan große Erfolge, obwohl diese lediglich digital herausgegeben wurde. Das Lied erreichte Platz eins in den Japan Hot 100 und Platz 41 in Global 200 des Musikmagazins Billboard.
Im Januar des Jahres 2022 wurde die Veröffentlichung ihres Debütalbums Kyōgen für einen späteren Zeitpunkt im gleichen Monat angekündigt. Universal Music Japan kündigte an, neben den bisher veröffentlichten Singles sechs neue Lieder haben werde. Kokoro to iu Na no Fukakai wurde im Vorfeld der Veröffentlichung als Single veröffentlicht.

## Veröffentlichungen und Nutzung
Sieben der insgesamt 14 auf dem Album befindlichen Lieder wurden für kommerzielle Zwecke genutzt. Readymade wurde als musikalischer Abspann zu AbemaPrime der gleichnamigen Streamingplattform genutzt. Odo war in einem Fernsehformat des Senders NHK zur Bewerbung von Vocaloid-Produkten zu hören.
Aitakute war in der Live-Action-Verfilmung zur Mangavorlage Kaguya-sama: Love is War zu hören. Ashura-chan diente als musikalischer Abspann zum Fernsehdrama Doctor-X: Surgeon Michiko Daimon des Senders TV Asahi. Kokoro to iu Na no Fukakai ist das Titellied der Fernsehserie Doctor White, die auf Fuji TV gezeigt wird.
Motherland wurde vom Fernsehsender TBS Television zu den Olympischen Winterspielen 2022 als Titelmusik in Japan verwendet. Außerdem wurde Yoru no Pierrot als Titellied für das Drama Hatsu-joji made ato 1jikan lizenziert.

## Titelliste
| Nr. | Titel (Japanisch)            | Titel (Romanisiert/Englisch) | Produzent               | Länge |
| --- | ---------------------------- | ---------------------------- | ----------------------- | ----- |
| 1   | レディメイド                 | Readymade                    | Three                   | 4:03  |
| 2   | 踊                           | Odo                          | Giga, TeddyLoid, Deco27 | 3:30  |
| 3   | ドメスティックでバイオレンス | Domestic De Violence         | Kanaria                 | 2:38  |
| 4   | –                            | Freedom                      | Jon-Yakitory            | 3:06  |
| 5   | 花火                         | Hanabi                       | Whale Don’t Sleep       | 3:32  |
| 6   | 会いたくて                   | Aitakute                     | Mewhan                  | 4:55  |
| 7   | ラッキー・ブルート           | Lucky Bruto                  | Hiiragikirai            | 3:30  |
| 8   | ギラギラ                     | Gira Gira                    | Teniwoha                | 4:36  |
| 9   | 阿修羅ちゃん                 | Ashura-chan                  | Neru                    | 3:15  |
| 10  | 心という名の不可解           | Kokoro to iu Na no Fukakai   | Mafumafu                | 4:30  |
| 11  | うっせぇわ                   | Usseewa                      | Syudō                   | 3:27  |
| 12  | マザーランド                 | Motherland                   | Nilefruits              | 4:20  |
| 13  | 過学習                       | Kagakushu                    | Ine                     | 3:36  |
| 14  | 夜のピエロ                   | Yoru no Pierrot              | Biz                     | 3:21  |

## Erfolg
Innerhalb der ersten Verkaufswoche konnten etwas mehr als 140.000 Einheiten des Albums in Japan verkauft werden. Damit debütierte das Album auf Platz eins der offiziellen japanischen Albumcharts von Oricon, sowie in den Billboard Japan Hot Albums und den Oricon Digital Albums Charts. Es ist das erste Debütalbum einer Solo-Künstlerin seit zehn Jahren, die auf Platz eins in den offiziellen Musikcharts in Japan debütieren konnte. Zuletzt gelang dies der japanischen Sängerin Miwa mit ihrem 2011 veröffentlichten Album Guitarissimo.
Auch ist es das erste Album einer Musikerin seit knapp 14 Jahren, welches innerhalb der ersten Woche mehr als 100.000 Einheiten verkaufen konnte. Zuletzt schaffte dies die japanische Popgruppe Superfly mit ihewm gleichnamigen Album im Jahr 2008. In Japan erreichte Kyōgen zwischenzeitlich eine Platin-Auszeichnung für 250.000 verkaufte Einheiten.

### Auszeichnungen
| Land/Region  | Auszeichnung | Verkäufe | Quelle         |
| ------------ | ------------ | -------- | -------------- |
| Japan (RIAJ) | Platin       | 250.000+ | www.riaj.or.jp |

## Beteiligte Personen
Die Liste der beteiligen Personen wurde sowohl von der Plattform Tidal als auch vom Beilageheftchen des Albums entnommen.
| Musiker - Ado – Gesang - Malo – E-Bass - Koji Shinnai – E-Gitarre - Tsubasa Takata – Streichinstrumente (Arrangements) - Tatsuya Kitani – E-Bass - Yumao – Schlagzeug - Zenko Mitsuya – E-Gitarre Produzenten - Three – Produzent, Songwriting - Giga – Produzent, Songwriting - TeddyLoid – Produzent, Songwriting - Decco27 – Songwriting - Kanaria – Produzent, Songwriting - Jon-Yakitory – Produzent, Songwriting - Whale Don’t Sleep – Produzent, Songwriting - Mewhan – Produzent, Songwriting - Mikito P – Produktion - Hiiragikirai – Produzent, Songwriting - Teniwoha – Produzent, Songwriting - Neru – Produzent, Songwriting - Mafumafu – Produzent, Songwriting - Syudō – Produzent, Songwriting - Nilefruits – Produzent, Songwriting - Ine – Produzent, Songwriting - Biz – Produzent, Songwriting | Technische Mitarbeiter - Kenichi Koga – Mixing - Three – Aufnahme (Arrangement) - Giga – Aufnahme (Arrangement), Mastering - TeddyLoid – Aufnahme (Arrangement) - Naoki Itai – Mixing - Vis – Mixing - Mikito P – Aufnahme (Arrangement) - Hiiragikirai – Aufnahme (Arrangement), Mixing - Teniwoha – Aufnahme (Arrangement) - Neru – Gesang (Arrangement) - Syudō – Aufnahme (Arrangement) - Ine – Aufnahme (Arrangement) - Biz – Aufnahme (Arrangement) - Tsubasa Yamazaki – Mastering - Kenji Yoshino – Mastering Artwork und Bildmaterial - Orihara – künstlerische Leitung, Illustration - Jun Hirota – Grafikdesign - Shiho Katsuno – Grafikdesign |